# Viralité (média)

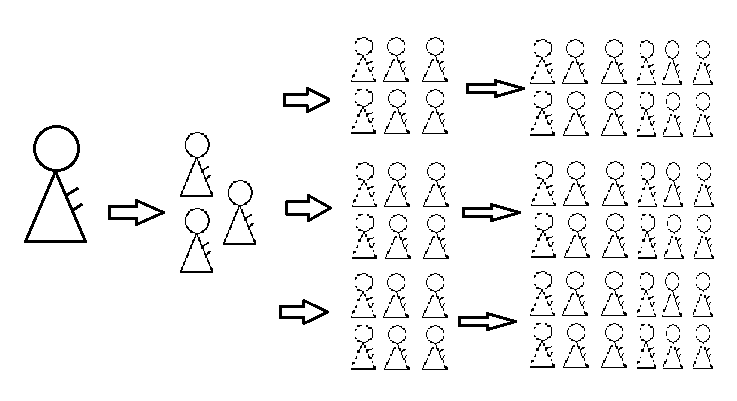
Représentation imagée de la notion de viralité par la multiplicité de personnes réceptrices.

La viralité dans les médias est la diffusion rapide et imprévisible d'un contenu (textes, photos, vidéos, liens, etc.) sur Internet grâce à des relais souvent gratuits. On parle souvent de viralité à propos des médias sociaux, bien que cela s'applique aussi aux médias traditionnels et la publicité. Par analogie, le marketing viral est une technique de marketing qui utilise la viralité pour diffuser une offre de promotion. 

## Définition
L'origine étymologique du terme « viralité » est le mot latin virus, qui renvoie à l'idée de suc, de jus, d’humeur, de venin, de poison, de mauvaise odeur, de puanteur ou d’infection. Le virus renvoie à une image négative de quelque chose d’invisible qui s'immisce et cause du mal.
L'idée de virus génère des analogies. Ainsi a-t-on vu apparaitre l'idée de virus informatique, vers 1984, pour désigner des logiciels capables de se répliquer à l'intérieur d'ordinateurs cibles. L'idée de propagation et de « contagion » est déterminante. 
De même, dans le domaine des médias, il ne faut pas longtemps pour voir l'analogie se développer. En 2003 se généralise le terme de marketing viral, puis avec l'émergence des réseaux sociaux, celui de viralité, diffusion soudaine et imprévisible de certains contenus sans origine précise. En interagissant avec la plateforme (like, j'aime, faire suivre, etc.) à propos d'une information, les internautes la recommandent. Derrière l'interaction se met en marche une chaine de réception-sélection-renvoi simple et rapide. La viralité repose ainsi entièrement sur un système de recommandation. La viralité s’apparente au principe du bouche-à-oreille, réactualisé de manière virtuelle dans le cyberespace.
Pour les sciences de l'information et de la communication, la viralité s’analyse en termes de relations entre des individus proches ou non. La viralité s’observe avec des phénomènes sans origine précise et sans qu’il y ait de raison prédéfinie pour qu’un contenu se diffuse. La diffusion du contenu est peu prévisible, pas davantage que l'échelle à laquelle elle s'opère. La viralité n'est donc constatée qu'après la diffusion.
Pour mesurer la viralité d’un contenu, on utilise le « taux de viralité ». Le taux de viralité prend en compte le nombre de recommandations effectuées par des personnes ou bien la proportion d’individus touchés par un contenu à partir d’une recommandation.

## Contexte
La notion de viralité concerne toute sorte de campagne médiatique dite virale. Différents contextes viennent cependant cadrer et délimiter cette notion.
Dans un contexte médical, le concept même de la contagion est négatif. La viralité, dans un a priori numérique et communicationnel, ne peut pas être qualifiée comme positive ou négative dans la mesure où ce ne sont que les retombées recherchées sur le contenu viral qui peuvent être ainsi déterminées. C’est pour cela qu’il est question d’un buzz positif ou d’un buzz négatif autour d’une campagne.
Il est pensé à tort cependant que le concept de viralité ne concerne que la circulation de vidéos ou éléments participant à un buzz ; la viralité peut également concerner la publicité pour un produit ou une entreprise. Dans ce cas précis, la viralité peut rejoindre des enjeux marketing et il sera question plus précisément de marketing viral, car il y a une dimension plus économique à vouloir promouvoir un produit. Le marketing viral remplace, dans les années 2000, le marketing de bouche-à-oreille. À la différence du buzz, le marketing viral représente le travail d’une véritable campagne réfléchie et pensée avec la création d’un vrai message : l'objectif visé est que les clients eux-mêmes véhiculent le message.
Le marketing instrumentalise la diffusion virale. Ainsi, cibler une diffusion entre les consommateurs fidèles augmente les ventes alors que cibler la diffusion entre des consommateurs ordinaires augmente la notoriété d’une marque.
Le support de l’internet et l’émergence du web 2.0 ainsi que la naissance des réseaux sociaux ont aidé le marketing de bouche-à-oreille à s’amplifier : la viralité, déjà existante avant l’innovation du web, n’attendait qu’un média à sa taille pour pouvoir être créée, testée, mesurée, partagée. C’est à travers ce support, le média internet, que la notion de viralité est envisagée dans le cadre de sous-contextes multiples : dans le cadre de la publicité pour promouvoir une marque ou un artiste, dans le cadre de la politique pour promouvoir un candidat ou un programme, dans le cadre du journalisme pour diffuser une information importante

## Focus
La théorie de la communication à double étage de Paul Lazarsfeld et Elihu Katz est à placer au cœur de la question de la viralité. En effet, leurs travaux tendent à nuancer l’influence des médias sur les individus. Mettant en avant le rôle de relais d'opinion, aussi appelés leaders d’opinions, ces derniers seraient, en nombre restreint, réceptifs aux messages des médias. Ils les sélectionnent selon leurs intérêts propres et les retransmettent ensuite à leur entourage. Ainsi, l’influence majeure est celle de ces leaders d’opinions qui ont plus de force dans l’influence de la diffusion d’un contenu que les médias eux-mêmes.
Watts et Dodds modélisent le phénomène, et montrent que la constitution du réseau contraint la diffusion des messages en son sein. Pour que s’opère la viralité, le réseau doit être dense et les leaders d’opinions doivent être eux-mêmes très influençables pour mieux recevoir un contenu et ensuite le transmettre. Or, la complexité de ce phénomène réside dans le fait que deux cas de figures sont les plus fréquents :
- un réseau dense influence de façon à peu près égale tous ses membres car les leaders, difficilement identifiables, sont touchés de manière beaucoup moins prononcée ;
- un réseau peu dense permet de toucher plus facilement les leaders qui eux-mêmes retransmettent facilement les contenus. Cependant, les cascades sont alors très courtes. Les leaders ne sont alors pas suffisamment influents.

Watts et Dodds illustrent leur propos avec la métaphore de la forêt. Une forêt peut posséder de nombreux foyers propices aux incendies, ce n’est pas que de ce fait qu’il y aura le feu. Il faut également prendre en compte la sécheresse ou l’humidité, le vent … Leurs travaux tentent de prouver que la viralité d’un contenu réside dans un système complexe à savoir la mixité de facteurs nuancés.
L’un des facteurs importants de la viralité est le contenu lui-même. Si pour certains le contenu importe moins que le nombre d'individus qu'il touche, pour d’autres les émotions véhiculées par le contenu sont primordiales. Jonah Berger, chercheur anglo-saxon, s’attache à redonner à l’usager une part active dans la réception du message. La viralité ne fait pas de l’usager un être passif puisque la viralité s’applique lorsque l’acteur du cyberespace s’approprie le contenu et le diffuse. Sans acteur, il n’y a pas de viralité. 
Il semble difficile d’expliquer pourquoi un contenu est viral, c’est-à-dire qu’il se propage de manière épidémique. En d'autres termes, le viral nous conduit quelque part entre une analyse du réseau, et l'étude des nouvelles techniques de matraquage informationnel employées par un nombre croissant de secteurs. 
Cela soulève ainsi la question de l’intentionnalité ou non de la diffusion virale d’un contenu dans la mesure ou un contenu est toujours émis par un acteur du cyberespace. A-t-il pour objectif de fournir un contenu qui va se propager sur la toile ou cela se fait-il à son insu ? Si des chercheurs proposent différentes théories sur les causes et les conséquences de la viralité, elles sont constamment remises en question. Ainsi, la viralité ne fait pas l’objet d’un consensus dans le domaine des sciences de l'information et de la communication.

## Illustrations

### La vidéo “la plus virale de l'histoire”, habile agit-prop américain (2012)
En 2012 apparait une vidéo qualifiée de la « plus virale de l'histoire » par le cabinet Visible Measures, avec plus de 100 millions de vues en six jours et plus de 500 000 commentaires. Il s'agit du film Kony 2012, un documentaire de 30 minutes sur Joseph Kony, chef de guerre ougandais, fondateur de l'Armée de résistance du Seigneur, auteur de nombreux crimes et viols, et connu pour l'enlèvement de 30 000 enfants, réduits à l'état de soldats ou d'esclaves sexuels. Une ONG américaine Invisible Children est derrière la réalisation et la diffusion de cette vidéo, déterminée à dénoncer les crimes de Kony et à le faire arrêter. La vidéo publiée sur YouTube est relayée par des millions d'internautes grâce à Facebook et Twitter. La vidéo est partagée par des célébrités très suivies sur Twitter, telle que Rihanna. Des voix se sont élevées depuis pour critiquer l'interventionnisme américain au moment où des champs pétroliers sont découverts dans la région et suspectant une vaste de campagne de presse proche du lobbying. 

### Une chanson virale à plus d'un milliard de vues
À la fin d'année 2012, un buzz autour du titre « Gangnam Style » du chanteur coréen Psy permet à la vidéo d'être visionnée en moins de 5 mois plus d'un milliard de fois, un record dans l'histoire d'Internet et de Youtube. La « chorégraphie du cheval » du chanteur est reprise partout, y compris par des célébrités telles Britney Spears, Madonna, Antoine de Caunes… Des versions parodiques apparaissent aussi : « Mitt Romney Style », « Obama Style », « Hitler Style », et bien d'autres. À Paris, l'animateur Sébastien Cauet organise un flash mob géant sur le Trocadéro qui réunit 20 000 personnes.

### La viralité sur Twitter: le «Re-tweet»
Que veut dire retweeter ? C'est l'action de re-publier le message d'une personne, il sera indiqué par l'abréviation RT et @le nom de la personne. Et lorsque le tweet est populaire, on retrouve plusieurs fois l'abréviation RT à l'intérieur du message. Le "re-tweet" est donc du ressort de la viralité, dans le sens où l'usager peut partager avec ses followers, un tweet qu'il a trouvé intéressant, il fait donc le geste de recommander à ses contacts l'information qu'il vient de lire. Et ses followers peuvent par la suite retweeter ce message, et ainsi de suite.[style à revoir]

### Viralité et infox
La diffusion virale d'informations non vérifiées peut favoriser le phénomène des rumeurs et des infox (fake news). Par exemple, en 2017, une photo virale est largement diffusée sur les réseaux sociaux (partagée plus de 24 000 fois sur twitter). Elle montre un groupe d'adolescents concentrés sur leurs écrans de téléphone et tournant le dos au chef-d’œuvre La Ronde de nuit de Rembrandt au Rijksmuseum. L'image est aussitôt interprétée et largement commentée comme l'illustration du désintérêt profond de la jeunesse pour le patrimoine culturel, métaphore de la décadence d'une époque. Par la suite, on sut que les étudiants réalisaient précisément des recherches sur le chef-d’œuvre, pour un travail scolaire, via l'application proposée par le musée ! L'anecdote est régulièrement prise en exemple sur des blogs,, et dans la presse internationale,,, pour illustrer les mésinterprétations de lecture d'image et la transmission virale de fausses informations et de rumeurs.